# Kinorhynchus apotomus
Kinorhynchus apotomus is een soort in de taxonomische indeling van de stekelwormen.
De diersoort behoort tot het geslacht Kinorhynchus en behoort tot de familie Pycnophyidae. De wetenschappelijke naam van de soort werd voor het eerst geldig gepubliceerd in 1983 door Higgins.